# Hôtel Cujas
O Hôtel Cujas é um palácio em Bourges, França, que alberga o Museu do Berry. Tem o nome do jurisconsulto Jacques Cujas (1520-1590), que o comprou em 1585 e que faleceu em 1590.
Construído originalmente por Durand Salvi em 1515, o seu arquitecto foi sem dúvida Guillaume Pelvoysin. O edifício conheceu modificações, nomeadamente a adição de duas torretas em 1565, quando o Bispo de Rennes era seu proprietário. 
O edifício pertence à cidade de Bourges desde 1877, que ali instalou o museu em 1891.
O Hôtel Cujas foi classificado com o título de Monumento Histórico em 1862.

## O museu
Atualmente o rés-do-chão do palácio está consagrado às colecções arqueológicas, da pré-história ao fim dos tempos galo-romanos. No primeiro andar, evocação da vida rural do Berry nos séculos XVIII e XIX, o artesanato, a arte popular dos oleiros da Borne, em particular a família Talbot. Numa grande galeria estão reunidas obras de pintores italianos (de Witte, Knupfer) e franceses (Simon Vouet, Pierre Mignard, Jean-Baptiste Greuze) do século XV ao século XIX. Destaca-se um quadro de François-Étienne Villeret representando a Catedral de Bourges e a sua praça animada por pequenas personagens.